# Quenese Davis
Quenese Davis (geboren am 26. Januar 1988 in New Orleans) ist eine amerikanische Basketballspielerin, die auf den Aufbau-Positionen Shooting Guard und Point Guard eingesetzt wird.

## Leben
Sie besuchte die Rio Americano Highschool und studierte danach an der San Diego State University Sozialwissenschaften.

## Basketball
Die 1,78 m große Athletin spielte an der Rio Americano Highschool Basketball und von 2006 bis 2010 bei den Aztecs, dem Basketballteam der San Diego State University. Sie bestritt in dieser Zeit alle 125 Spiele ihres Universitätsteams.  2010 wurde sie zur wertvollsten Spielerin der Mountain West Conference gewählt.
Zur Saison 2010/2011 wechselte sie nach Österreich zu den Flying Foxes SVS Post. Zur Saison 2012/2013 unterschrieb sie einen Vertrag beim deutschen Erstligisten Herner TC.